# فلسفة الطبيعة الماركسية
ليس هنالك «فلسفة طبيعة ماركسية» محددة، إذ أن كارل ماركس لم يعتبر الطبيعة كيانا منفصلا عن المجتمع. كما وصف ماركس الشاب في كتابة المخطوطات الاقتصادية والفلسفية1844 فإن العمل يغير بنية الطبيعة لتصبح «الجسد غير العضوي» للإنسان. على نفس المنوال، فإن مفهوم ماركس "للطبيعة البشرية" (Gattungswesen)  إشكالي، إذ أنه يعارض المفهوم التقليدي حول أزلية الطبيعة البشرية التي ظلت على حالها في كل مكان وزمان. في وقت لاحق، كتب فريدريك انجلز في ديالكتيك الطبيعة (1883) معارضا المفهوم الألماني لفلسفة الطبيعة. تبلور فكر ماركس وإنجلز بعدها في «المادية الجدلية»، وهو ما يشار إليه عادة عند الحديث عن «فلسفة الطبيعة الماركسية». رفض هذا المبدأ العديد من فلاسفة الماركسية، بدءا من جورج لوكاش ووالتر بنيامين.

## نظرة عامة
أساس الفكر الماركسي هو وجود تفسير واحد لكل الأمور المادة. تشكل المادة تفسيرا شاملا للفضاء، الطبيعة، الإنسان، الوعي النفسي، الذكاء البشري وكافة الجوانب الأخرى للوجود. تلقي الماركسية  بعدها بمهمة معرفة الحقيقة الكلية على عاتق العلم. فلو عرف العلم كل شيء عن المادة، تممان من تحقيق المعرفة حول كل شيء. تعتبر المادة قطعا بداية ونهاية الواقع بكليته. اعتمادا على مفهوم المادة، تحاول الماركسية الإجابة على ثلاثة أسئلة:
ما هو مصدر الطاقة أو الحركة في الطبيعة؟ 
ما يدفع المجموعات الشمسية والكواكب والحيوانات وجميع ممالك الطبيعة نحو زيادة كميتها العددية باستمرار؟ 
ما هو أصل الحياة، أصل الأنواع وأصل الوعي والعقل؟ 
بحسب ماركس وإنجلز فإن الجواب على كل هذه الأسئلة في قوانين ثلاثة. قانون وحدة وصراع الأضداد، قانون نفي النفي وقانون التحول.

### قانون وحدة وصراع الأضداد
بدأ ماركس وإنجلز بالملاحظة أن كل ما في الوجود هو مجموع أو وحدة للأضداد. على سبيل المثال، تتميز الكهرباء  بالشحنة الإيجابية والسلبية وتتكون الذرات تتكون من البروتونات والإلكترونات التي رغم اتحادها ليست في نهاية المطاف سوى قوى متناقضة. حتى البشر من خلال الاستبطان تجد أنهم اتحاد للعديد من الصفات المتضادة. الذكورة والأنوثة، الأنانية والإيثار والتواضع والكبرياء إلخ. الاستنتاج الماركسي هو أن كل شيء «يحتوي على مركبين أو وجهين متعارضين حصرا ولكن رغم ذلك ضروريين ولا غنى عنه ما بشكل متساو.»1 المفهوم الأساسي هو أن وحدة الأضداد تلك في الطبيعة هو ما يجعل كل كيان ذاتي الحركة ويشكل ذلك الدافع الثابت نحو للحركة والتغيير. استعيرت هذه الفكرة  من هيغل الذي قال: «التناقض في الطبيعة هي أصل كل حركة وكل حياة.»

### قانون نفي النفي
صيغ قانون نفي النفي لشرح الميل في الطبيعة نحو الزيادة الكمية العددية لكل شيء باستمرار. قرر ماركس وإنجلز  أن كل كيان يميل إلى نفي نفسه من أجل إعادة إنتاج نفسه بكمية أكبر. كثيرا ما استشهد إنجلز ببذور الشعير التي، في حالتها الطبيعية، تنبت من تلقاء موتها فالنفي ينتج النبتة. وهذه النبتة بدورها تنمو إلى مرحلة النضج وتنتفي بنفسها بعد أن حملت العديد من بذور الشعير. وهكذا فإن الطبيعة تتوسع باستمرار من خلال الموت. تميل عناصر من التناقض التي تنتج الصراع في كل شيء وتعطيه الحركة أيضا إلى نفي الشيء نفسه؛ ولكن تتحرر بواسطة سيرورة الموت الدينامية تلك طاقة تستخدم للتوسع وإنتاج العديد من الكيانات الأخرى من نفس النوع.3

### قانون التحول
ينص هذا القانون التطور الكمي المستمر لطبقة محددة غالبا ما يؤدي إلى قفزة نوعية حيث ينتج شكل أو كيان جديد تماما. تستمد هذه النظرية العديد من أوجه نظرية التطور. خلص الفلاسفة الماركسيين إلى أن المادة ذاتية الحركة فحسب وميالة إلى زيادة نفسها عدديا فحسب، بل أنها بطبيعتها تمتلك القدرة، من خلال التراكمات الكمية، على «القفز النوعي» إلى أشكال ومستويات واقع جديدة. رأى ماركس وإنجلز أن هذه القوانين وسيلة لاكتشاف اللغز الأعظم: ما الحياة؟ 

## أصل الحياة
على أساس من هذه المبادئ قرر الفلاسفة الماركسيون أن ظاهرة الحياة هي نتاج إحدى تلك القفزات. قال إنجلز إن التركيبات الكيميائي المعقدة للمادة تطورت حتى تشكلت المادة الألبيومينية، ومن هذه المادة انبثقت الحياة. كما أنه أصر على أنه كما يستحيل وجود المادة من دون الحركة، كذلك أيضا لا يمكن أن يكون يستحيل وجود الألبيومان من دون حياة. إنها سمة متأصلة للألبيومين، وهو شكل أعلى من أشكال الحركة في الطبيعة. واقترح أيضا أنه بمجرد أن ظهرت الحياة سوف تزداد في التعقيد تدريجيا. بما يتفق مع نظريات التطور حول التوازن النقطي، يعتقد الماركسيون أن الأشكال الجديدة في الطبيعة ليست نتيجة التغيير التدريجي ولكن التكاثر الكمي يبني تدريجيا زخم «القفزة» في الطبيعة التي تؤدي إلى تغيير أو نوع جديد. وهم يعتقدون أن بحدوث إحدى تلك القفزات (ويمكن اعتبار القفزات مجموعة من الطفرات الوراثية) انبثقت ظاهرة الوعي. أصبح المخلوق واعيا للقوى التي كانت تؤثر عليه. ثم على مستوى أعلى ظهر شكل آخر من أشكال الحياة ذو قدرة على العمل مع هذه الانطباعات وترتيبها بحسب تداعياتها. وبالتالي تطور العقل بصفته سمة مادية ذكية، ذاتية المعرفة وذاتية الإرادة. إلا أن المادة هي الأساس أما العقل فثانوي. لذلك لا وجود للروح ولا للإله. بحسب الاعتقاد الماركسي فأن كل ما في الوجود جاء نتيجة للميول الموضوعية (أي الحركة، النفي، إلخ.) المتأصلة في الطبيعة. لا وجود لقانون أو تصميم أو الله. بل المادة والقوة في الطبيعة. أما الإنسان فهو ليس سوى حادث عرضي مثله مثل جميع أشكال الحياة الأخرى إلا أنه كان من حسن حظه أن يمتلك أعلى درجات الذكاء في الوجود. مما يجعل الإنسان، بحسب هذه المفاهيم، الإله الحقيقي لنفسه وللكون.

## آراء المعارضين
منذ إنشاء الأيديولوجية الماركسية كثيرا ما انتقدت. يشير معارضو مفهوم المادية الجدلية إلى عدد من المغالطات. يشيرون إلى أن قانون الأضداد يهدف إلى تفسير أصل الحركة، ولكن عنصرين متناقضين لن يتحدا معا في المقام الأول إلا إن سبق وامتلكا الطاقة. نجد أن القوى المتناقضة في الطبيعة تمتلك الطاقة بشكل مستقل عن بعضها البعض، اتحادهما بكل بساطة ليس سوى توحيد لحركة أو طاقة موجودة مسبقا. لذا يشير المعارضون إلى أن قانون الأضداد لا يفسر الحركة ولكن يفرض وجودها. ينتقد قانون نفي النفي على أنه توصيف لسيرورة الطبيعة ليس إلا. ليس هذا فحسب، بل إن القانون لا يأخذ بالحسبان أن النفي قد لا يكون له علاقة بإعادة الإنتاج، وأنه قد يعيد إنتاج نفسه مرات عديدة أو لا قبل أن يقوم بالنفي. تشير الآراء المعارضة أيضا إلى أن قانون التحول مجرد وصف لسيرورة في الطبيعة دون شرحها. يزعمون أن إمكانية حدوث سلسلة من الصدف المؤدية إلى شيء معقد مثل العين، الدورة الدموية أو أجزاء أخرى من الجسم ومن ثم جعلها تعمل في انسجام تام منخفضة للغاية. هذه حجة تحمل أوجه تشابه مع  التعقيد اللااختزالي، حجة شائعة ضد نظرية التطور.

## راجع أيضا
- الشيوعية
- الحتمية الاقتصادية
- إنتروبيا والحياة
- التطور
- فريدريك إنجلز
- المادة
- إنتروبيا سلبية
- الكون
- ما هي الحياة ؟

## وصلات خارجية
- Compassion and empathy: living matter at the heart of dialectical materialism
- The Marxist View of Nature
- Life as matter in movement